# Петрицці
Петрицці (італ. Petrizzi, сиц. Petrizzi) — муніципалітет в Італії, у регіоні Калабрія, провінція Катандзаро.
Петрицці розташоване на відстані близько 490 км на південний схід від Рима, 26 км на південний захід від Катандзаро.
Населення — 1139 осіб (2014).
Щорічний фестиваль відбувається 13 червня. Покровитель — Sant'Antonio di Padova.

## Демографія
Населення за роками:

Станом на 1 січня 2023 року в муніципалітеті офіційно проживало 36 іноземців з 9 країн, серед них 22 громадяни країн Євросоюзу та 1 громадянин України.

## Сусідні муніципалітети
- Аргусто
- Чентраке
- К'яравалле-Чентрале
- Гальято
- Монтепаоне
- Оліваді
- Сан-Віто-сулло-Йоніо
- Сатріано
- Соверато